# النساء (فلم)
النساء هو فيلم 2008 كوميدي اميركي من إنتاج وإخراج الإنجليزية ديان. هو نسخة محدثة من فيلم المرأة 1939

## القصة
تعيش ماري هاينس كربّة منزل في إحدى أفخر ضواحي مانهاتن مع زوجها رجل الأعمال ستيف وابنتهما ذات الـ11 عاما، بعد أن توقفت عن العمل في مجال تصميم الأزياء في شركة والدها، الذي دوما ما كان يشكك في قدراتها. بعد مرور فترةٍ على توقفها عن العمل بدأت ماري في التغير، فلم تهتم بأناقتها ولا مظهرها، إلا أنها تكتشف ذات يوم وبمحض الصدفة أن زوجها الحبيب يخونها مع بائعةٍ للعطور بإحدى المحلات. تلتف صديقاتها من حولها في محاولةٍ منهن لدعمها ومساعدتها في تخطي صدمتها، وعلى وجه التحديد صديقتها سايليف فولار، والتي تعمل مديرة تحرير لإحدى المجلات النسائية الشهيرة. تتعقد الأمور عندما تتلقى ماري طعنة أخرى، ولكن هذه المرة من صديقتها سايليف، الأمر الذي يهز أعماق ماري أن تأتيها الخيانة من أقرب صديقاتها.

## وصلات خارجية
- مقالات تستعمل روابط فنية بلا صلة مع ويكي بيانات